# Глатињи (Манш)
Глатињи (фр. Glatigny) насеље је и општина у северној Француској у региону Доња Нормандија, у департману Манш која припада префектури Кутанс.
По подацима из 2011. године у општини је живело 143 становника, а густина насељености је износила 28,66 становника/km². Општина се простире на површини од 4,99 km². Налази се на средњој надморској висини од 18 метара (максималној 34 m, а минималној 5 m).

## Демографија
| 1962. | 1968. | 1975. | 1982. | 1990. | 1999. | 2011. |
| ----- | ----- | ----- | ----- | ----- | ----- | ----- |
| 145   | 146   | 155   | 138   | 127   | 144   | 143   |

График промене броја становника у току последњих година